# بیلیاردباز (فیلم ۱۹۶۱)
بیلیاردباز (به انگلیسی: The Hustler) فیلمی درام به کارگردانی رابرت راسن و محصول سال ۱۹۶۱ کشور آمریکا است.

## خلاصه داستان
«ادی فیلسون» (پل نیومن)، بیلیاردباز جوان و کارکشته، به نیویورک می‌رود تا با سلطان بیلیارد، «بشکهٔ مینه‌سوتا» (گلیسن)، مبارزه کند. بازی ۳۶ ساعت طول می‌کشد و ادی که ابتدا برنده است، در آخر به خاطر غرور و خامی، بازی را می‌بازد. ادی با دختر لنگی به نام «سارا پاکارد» (لاری) رابطه برقرار می‌کند و تا مدتی در سالن‌های درجه ۳ بازی می‌کند تا این که شبی از یک غیرحرفه‌ای می‌برد و دوستان او برای تنبیه ادی انگشتان او را می‌شکنند. پس از چندی، ادی با خلافکار قماربازی به نام «برت گوردن» آشنا می‌شود تا در قبال ۷۰ درصدِ بردهایش زیر نظر او بازی کند. «ادی»، «سارا» و «برت» به لوییزیانا می‌روند تا در بازی با یک میلیونر علاقه‌مند به بیلیارد پولی به دست بیاورند. سفر از نظر کاری موفقیت‌آمیز است، اما «برت» باعث خودکشی «سارا» می‌شود و فاجعه به بار می‌آورَد. با این حال، «ادی» که به خود آمده، به نیویورک بازمی‌گردد تا با نیرویی مضاعف به مقابلهٔ «بشکهٔ مینه‌سوتا» برود …
از نکات قابل ذکر در مورد فیلم بازی‌های بیلیارد است. اغلب ضربات توسط خود گلیسون و نیومن زده می‌شوند. (البته گلیسون قبل از بازیگری بازیکن قابلی بوده‌است و نیومن نیز زمان بسیاری را صرف یادگیری کرد). در این میان نیز نباید از کمک‌های قهرمان ۱۴ دوره مسابقات جهانی بیلیارد، ویلی مسکونی در نقش مشاور فنی به آسانی گذشت.